# 阿波和紙伝統産業会館
阿波和紙伝統産業会館（あわわしでんとうさんぎょうかいかん）は、徳島県吉野川市山川町にある阿波和紙に関する博物館。

## 沿革
- 1989年（平成元年）5月 - 阿波和紙の伝統を継承する旧麻植郡山川町にオープン[1]。

## 施設
- 作業スペース

主に紙漉き職人が作業をする場所として使用。
- 体験実習スペース

手漉き和紙を漉くことができる体験実習の場。徳島名産の藍を使い、藍染めの体験もできる。
- 展示室・多目的ホール

ギャラリーとして一般に開放している第1・第2展示室と、和紙に関する図書閲覧ができる多目的ホール。
- デザイン室

過去のビジティングアーティストに関する資料の保管とビジティングアーティストの制作の場。
- ミュージアムショップ

## 施設概要
- 営業時間：9:00-17:00
- 休館日：毎週月曜日（祝祭日の場合は火曜日）
- 所在地：徳島県吉野川市山川町川東141

## 交通
- JR徳島線阿波山川駅より徒歩約15分。
- 徳島空港より車で約１時間、高松空港より車で約45分。